# إليزابيث فورمان لويس
إليزابيث فورمان لويس (بالإنجليزية: Elizabeth Foreman Lewis)‏ هي مُدرسة وكاتبة للأطفال وكاتِبة أمريكية، ولدت في 24 مايو 1892 في بالتيمور في الولايات المتحدة، وتوفي بنفس المكان في 7 أغسطس 1958.